# Baripada
Baripada este un oraș în Orissa, India.